# Parque nacional de Kaeng Krung
El Parque nacional de Kaeng Krung (en tailandés, แก่งกรุง) es un área protegida del sur de Tailandia, en la provincia de Surat Thani. Tiene 541 kilómetros cuadrados de extensión y fue declarado en el año 1991, como el parque nacional n.º 69 del país.
En este parque hay dos cordilleras que corren paralelas, en dirección norte-sur, dejando una cuenca central. Su punto más alto alcanza los 849 m s. n. m.